# Ormsö

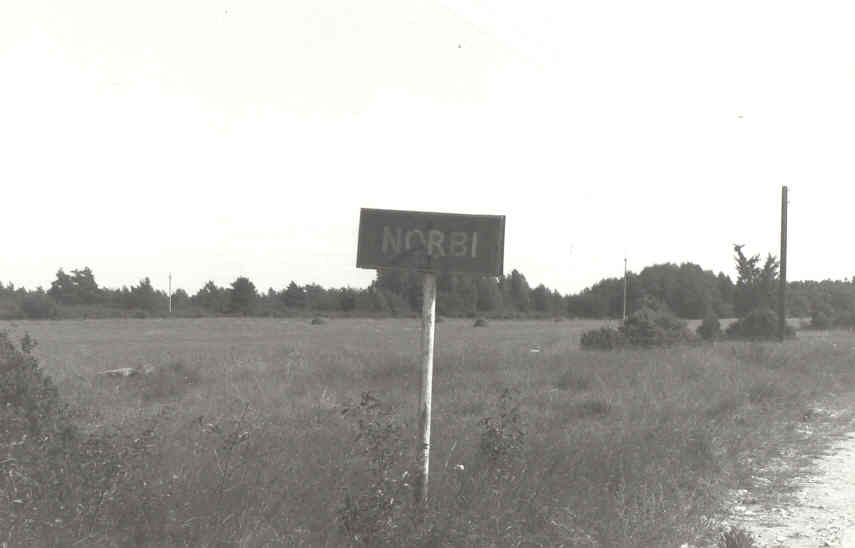
Norrby på Ormsö hette 1977-1997 Norbi på estniska.

Ormsö (estlandssvenskt uttal: årmse, estniska Vormsi, tyska Worms) är den fjärde största ön i Estland. Ön utgör en egen kommun, Ormsö kommun, och ligger i landskapet Läänemaa. Före andra världskriget var Ormsö jämte Nuckö centrum för estlandssvenskarna. Ön, som är 93 km² stor, är cirka sex kilometer bred och femton kilometer lång. Den ligger utanför Hapsal, i vars närhet färjeläget Rus (estniska: Rohuküla) finns för transport mellan Ormsö och fastlandet. 

## Geografi
Öns byar är Hullo (som är administrativt centrum), Borrby, Diby, Fällarna, Förby, Hosby, Kärrslätt, Magnushov, Norrby, Rumpo, Rälby, Saxby, Sviby (färjeläge) och Söderby. De svenska namnen är officiella för alla byar utom Magnushov (estniska: Suurmõisa) och Kärrslätt (Kersleti). Bussby, Bynäs, Hakebacken, Tompo och Kärret (estlandssvenskt uttal: kärre) är före detta byar.
Norr om Ormsö ligger Östersjön, österut ligger Ose sund som skiljer ön från halvön Nuckö, söderut ligger havsområdet Moonsund och västerut ligger Hares sund som skiljer Ormsö från Dagö. Ön är förhållandevis flack och högsta berg är Vitberget (estlandssvenskt uttal: hoitbärge) som är 12 meter högt. Utmed öns nordkust ligger halvön Borrby holm (Borrby neem), Rälbyviken, öarna Tjuka, Kyrkgrundet och Lill-Tjuka samt Lillviken (Diby laht). På sydkusten ligger halvön Hovsholmen, Hulloviken, Rumpnäset, Svibyviken (Sviby laht) och Obbholmen. Det finns tre insjöar på Ormsö, Prästvike, Storvike (Kersleti järv) och Dibyträske.

## Historia

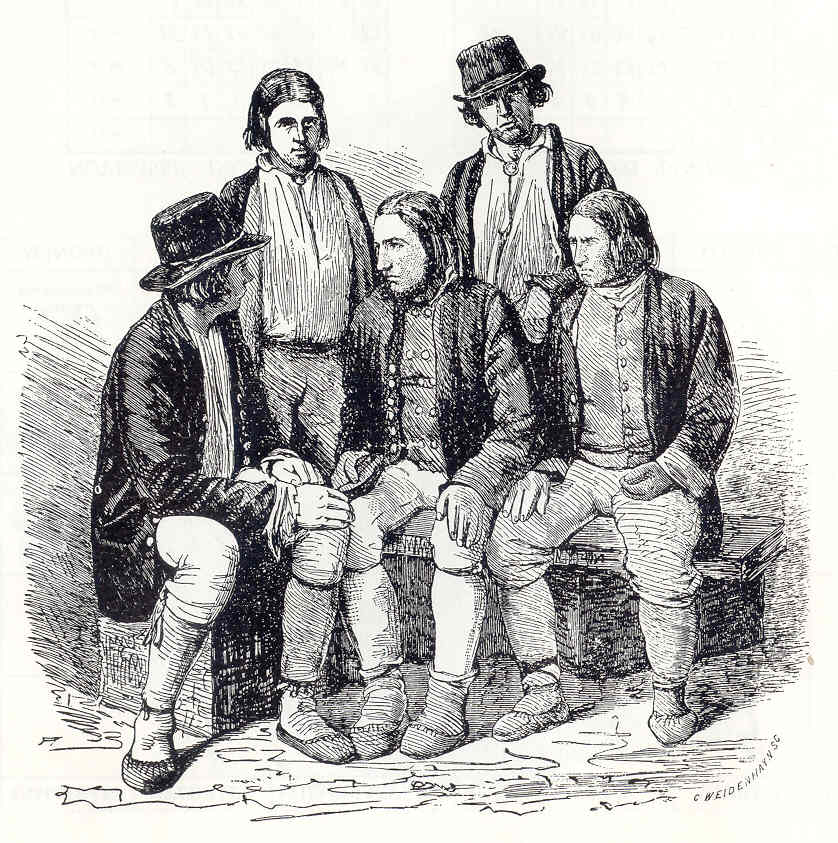
Klagomännen från Ormsö 1861 föreställer stående från vänster Hans Solros och Anders Winqvist, sittande från vänster hittas, på teckningen av C. Weidenhavn, Lars Lindström, Adam Jerikas och Johan Renberg. Lindström och Solros kom från Borrby och de övriga tre från Rälby.

Ormsös historia går tillbaka till tidig medeltid då de första nybyggarna bosatte sig på ön. Dessa var sannolikt estlandssvenskar, vilka dominerade ön fram till andra världskriget. På 1930-talet var antalet estlandssvenskar omkring 3 000 på ön. Ormsö kom 1628 i släkten De La Gardies ägo för att senare övergå till släkten Stackelberg.  
I Svenska Arbetaren kan man läsa den 25 augusti 1861:
"I början av juli denna sommar kom en liten båt inseglande i Stockholmsskären. Den var långväga ifrån, längre än man i början kunde ana, och den kom i ett ärende, som djupt skulle gå varje svensk till hjärtat.
I båten sutto fem män med allvarliga ansikten, och när de kommo i land och man frågade dem vilka de voro, svarade de på ren svenska:
- Vi äro svenska bönder från Vormsö. Vi äro fria svenska bönder, det är vår stolthet, vårt förnämsta goda. Våra lagar och privilegier äro bekräftade av edra konungar och de ryska tsarena, men vi få icke njuta av dem."
År 1861 uppmärksammades rikssvenskarna att det fanns en svenskspråkig minoritet i Estlands kustbygd. Detta då det kom fem ormsöbönder med öppen båt till Stockholm för att klaga hos Sveriges kung, Karl XV gentemot öns egenmäktige godsägare, baron Stackelberg, som huserade på Magnushov, för de övergrepp de drabbades av. Några direkta lättnader fick man inte, även om ett visst diplomatiskt arbete sattes igång genom den svenska regeringens försorg, men det var början på ett utökat samarbete mellan estlandssvenskarna och människor i Sverige som fortgick fram till den stora massflykten till Sverige 1944.
Under den sovjetiska perioden 1944–1991 tillhörde Ormsö en militär gränszon som var stängd även för sovjetmedborgare och kunde endast besökas av dem som hade särskilt utfärdade inrikespass.

## Etymologi
Förledet anses innehålla det svenska personnamnet Orm. Tolkningen ’’ön med ormar’’ betraktas som ren folketymologi. Tyskarna anpassade det svenska namnet i sitt språk genom att foga till ett W-. I den formen lånade esterna in det.

## Bilder

Ormsö fyr i Saxby.
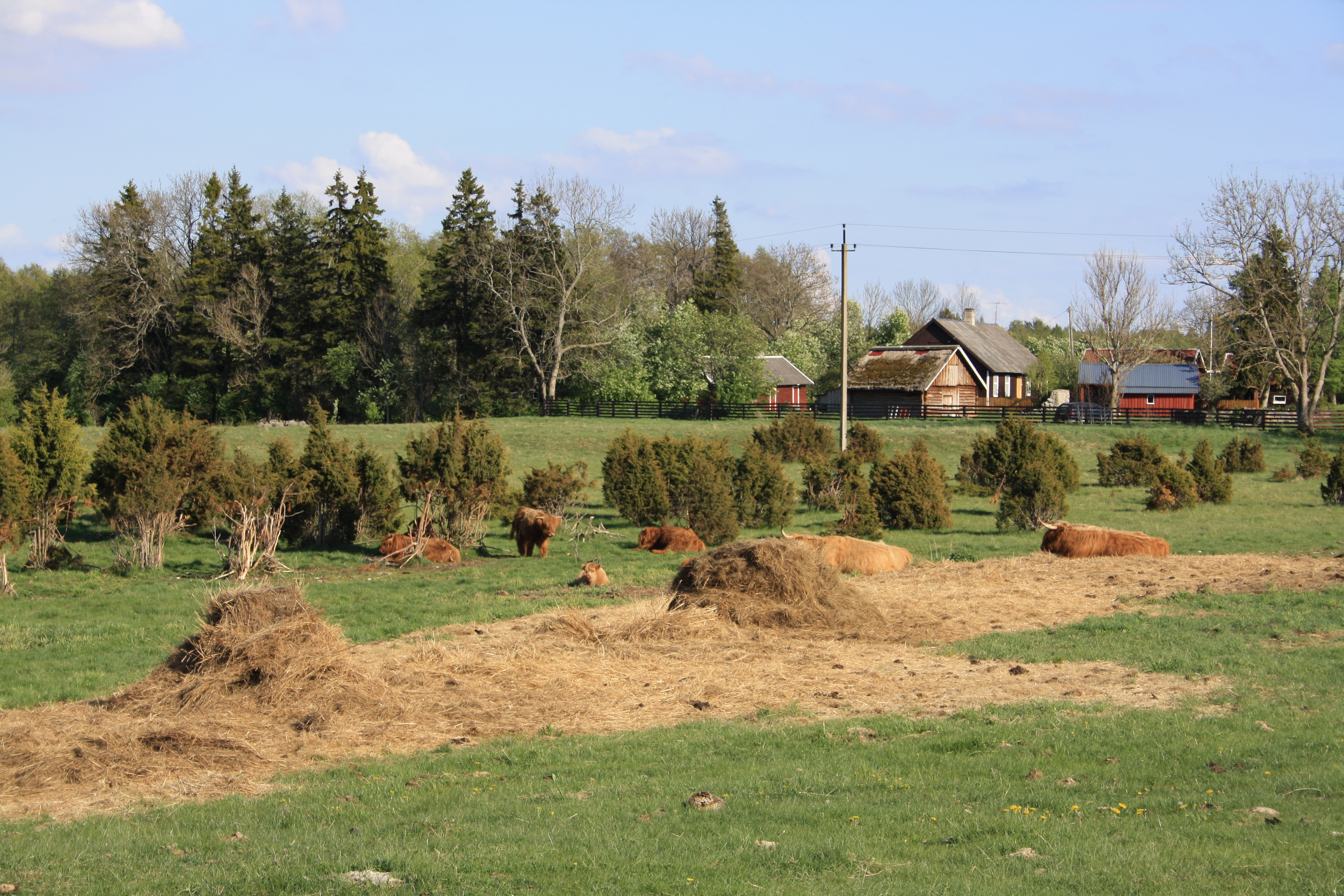
Bete, Rälby.
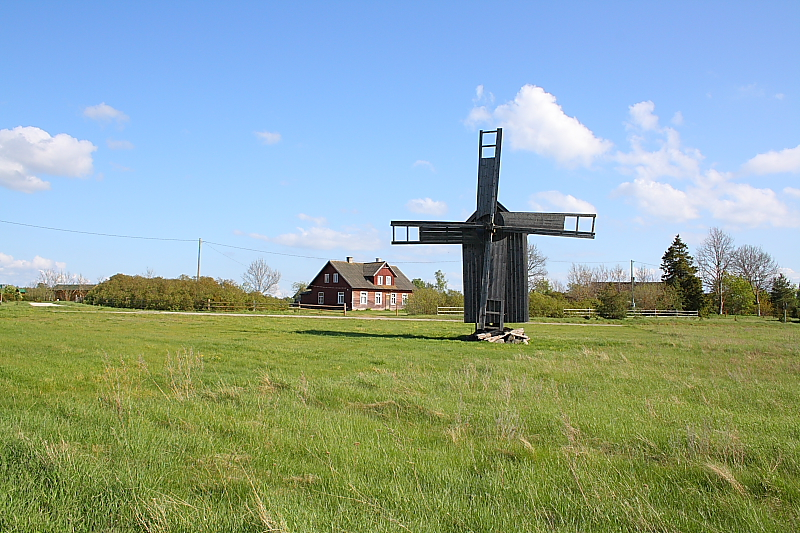
Väderkvarn, Rälby.
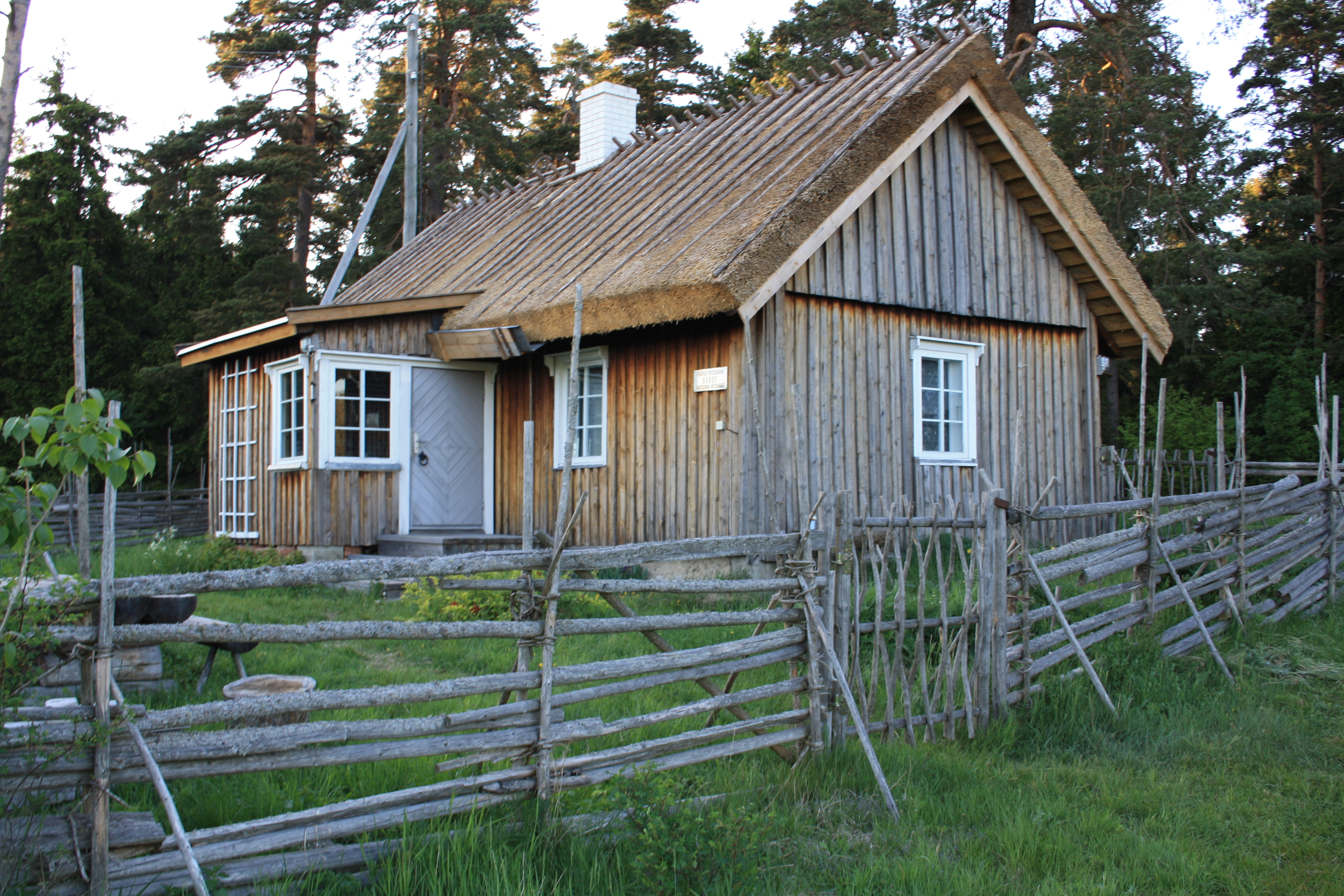
Gammal stuga, Hullo.
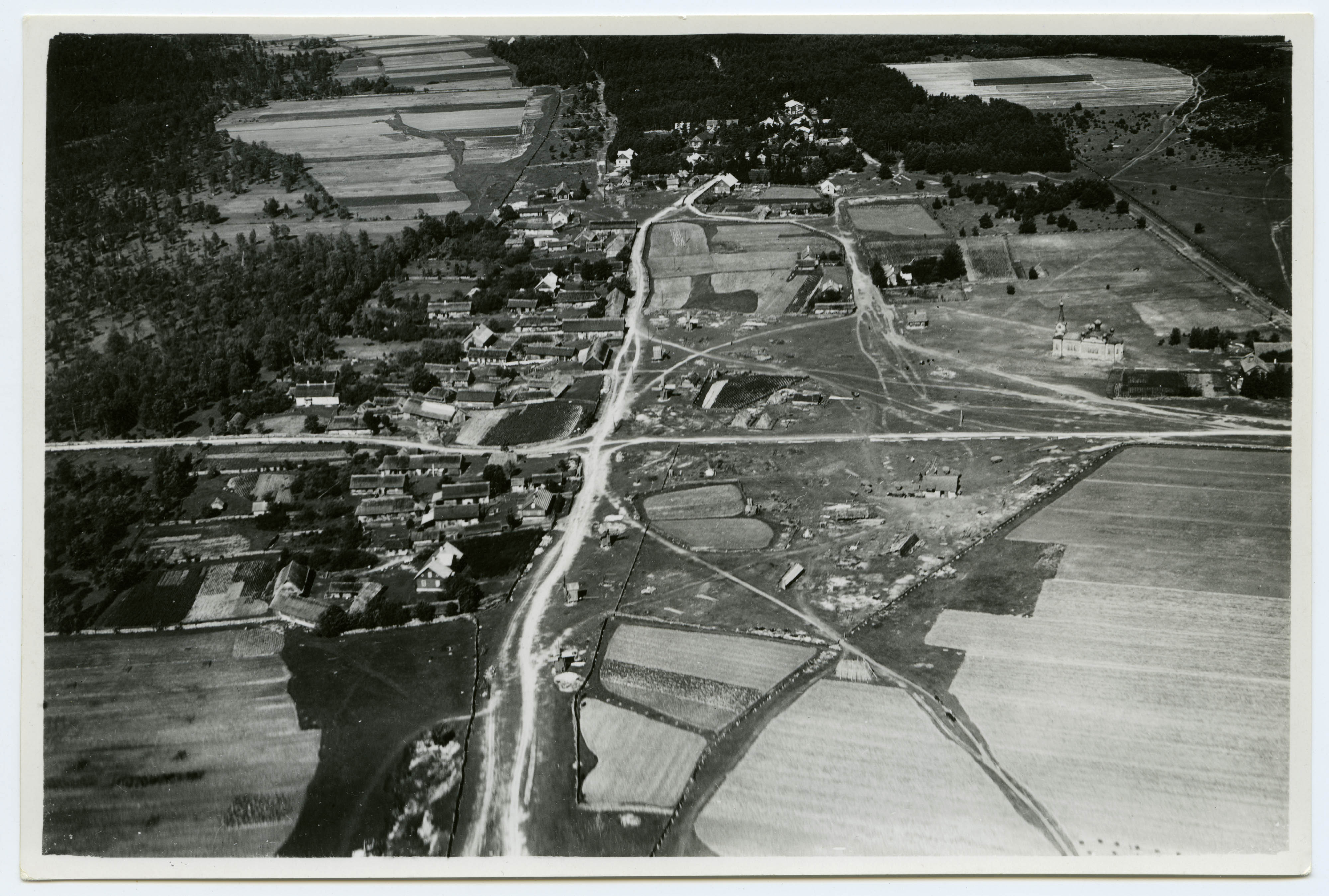
Flygfoto av Hullo år 1934 där rysk-ortodox kyrkan syns.
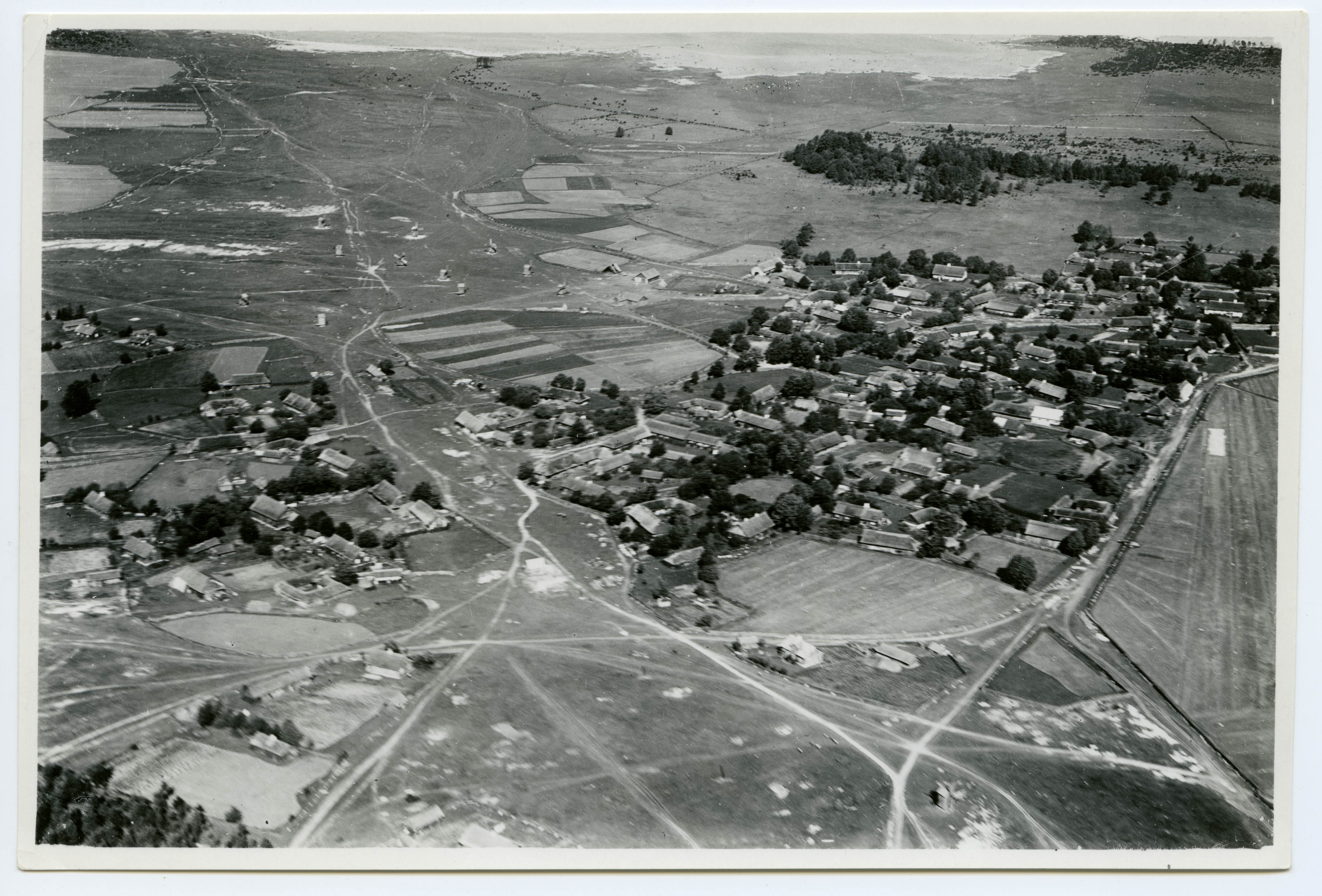
Borbi küla (Borrby) år 1934.

### Fotnoter
1. 1 2   Statistics Estonia; Population number, area and density by administrative unit or type of settlement, 1 January Läst 24 juli 2011.
2. ↑  Estlandssvenskarna: 4. DEN RYSKA TIDEN 1710-1918, Rickul/Nuckö Hembygdsförening.
3. ↑  Svensk Tidskrift / Tolfte årgången. 1922 /, Projekt Runeberg
4. ↑  Külvi Kuusk och Maivi Kärginen, Stop! Border Zone! (Rannarahva museum, 2013), s. 37. ISBN 978-9949-9527-0-0
5. ↑  Blomqvist, Marianne (2000). Svenska ortnamn i Estland. sid. 15. ISBN 951-9087-53-2